# Динамо (Кант)
«Динамо» (кирг. Динамо) — киргизський футбольний клуб, який представляє Кант.

## Історія
Футбольний клуб «Динамо» було засновано в місті Кант Исик-Атинського району Чуйської області. В 1997 році клуб виступав у Зоні «А» (Північ) Першої ліги чемпіонату Киргизстану, де за підсумками сезону посів 3-тє місце, оскільки конкуренти клубу, які посіли більш високі місця, відмовилися від виходу до Вищої ліги, то з наступного сезону клуб отримав право виступати у Вищій лізі. У сезоні 1997 року в Кубку Киргизстану «Динамо» у 1/16 фіналу з рахунком 1:2 поступилося «Динамо» (Кара-Балті) та припинив боротьбу у кубку. Наступного сезону динамівці дебютували у Зоні «А» (Північ) Вищої ліги, де за підсумками сезону посіли останнє 8-ме місце та не потрапили до фінального раунду. В національному кубку у 1/16 фіналу клуб знову зустрівся з «Динамо» (Кара-Балта), якому поступився з рахунком 3:4 та припинив свої виступи в кубку. В 1999 році команду було розформовано.

## Досягнення
- Зона «А» (Північ) Вищої ліги чемпіонату Киргизстану
  - 8-ме місце (1): 1998

- Зона «А» (Північ) Першої ліги чемпіонату Киргизстану
  -  Третє місце (1): 1997

- Кубок Киргизстану
  - 1/16 фіналу (2): 1997, 1998

## Відомі гравці
- Ільяс Абдулаєв
- Рафаель Аміров
- Олександр Батигулов
- Емільбек Бексултанов
- Дмитро Биков
- Дмитро Гоффер
- Андрій Журба
- Тимур Кадиров
- Юрій Ломов
- Сиргак Мамабеталієв
- Сергій Марковський
- Рауф Мустафаєв
- Олександр Полєв
- Володимир Савченко
- Советбек Сакебаєв
- Олексій Солдатов
- Аблеким Хамраєв
- Алмаз Ширинов